# وادي أبو شنين
وادي أبو شنين يسمى أيضا أبو شنان
يقع في اقصى الشمال الغربي من بادية السمان في محافظة المثنى جنوب العراق.

## نبذة
يقعه حوضه بين حوضي وادي (أبو جلود، أبو مريس) شرقاً ومن الشمال الغربي حوض وادي الثماد ومن الجنوب الغربي بادية محافظة النجف حيث تقع اجزاء من منابعه العليا ضمن بادية النجف، يجري وينتهي في داخل بادية المثنى وينحدر من الجنوب إلى الشمال الشرقي، تبلغ مساحته بحدود (179,2) كم2وطوله (36) كم ومعدل انحداره (1,05) م/كم، اعلى نقطة في الحوض عند منبعه (88) م وادنى نقطه عند نهايته (26) م فوق مستوى سطح البحر.